# Czerwona Kałyna
Czerwona Kałyna (ukr. Червона Калина) – spółdzielnia wydawnicza, utworzona w 1921 we Lwowie przez byłych żołnierzy Ukraińskich Strzelców Siczowych i Ukraińskiej Armii Halickiej, z zamiarem dokumentowania historii ukraińskich walk narodowowyzwoleńczych oraz ukraińskiej państwowości.
Przewodniczącym rady nadzorczej spółdzielni został Stepan Szuchewycz, dyrektorem Osyp Nawroćkyj, a członkami zarządu Mychajło Matczak, Iwan Tyktor, P. Postoliuk, Łew Łepkyj. Początkowo do spółdzielni należało 103 osoby, w 1939 było to już ponad 100 osób.
Czerwona Kałyna wydawała coroczne historyczne kalendarze-almanachy Czerwonej Kałyny pod redakcją Lwa Łepkiego i Osypa Nawroćkiego, a od 1937 I. Iwańca (w sumie wydano 18 roczników) oraz w latach 1929–1939 miesięcznik „Litopys Czerwonoji Kałyny”.
W ciągu 18 lat działalności wydano około 80 książek, w tej liczbie również książki beletrystyczne o tematyce wojennej O. Babija, A. Wilszenki, F. Dudka, P. Kupczynśkiego, M. Bryłynśkiego, Bohdana Łepkiego, W. Sofronowa-Łewyćkiego, W. Łopuszanśkiego, Mykoły Matijiwa-Melnyka, Jurija Szkrumeliaka, I. Borszczaka.
Głównym nurtem wydawniczym były jednak wspomnienia i pamiętniki wydano tu dzieła Mykoły Hałahana, W. Petrowa, Stepana Szuchewycza, Dmytra Doroszenki, Kostia Łewyćkiego, Hansa Kocha, I. Maksymczuka, Jewhena Czykałenki, Witalija Jurczenki, A. Krezuba (ps. Osypa Dumina), O. Stepaniwny i innych.
Wydano również monografie: Берестейський мир і Золоті Ворота (pod redakcją Iwana Kedryna-Rudnyckiego), Історія Легіону УСС 1914 – 1918 Osypa Dumina, Нарис історії україно-польської війни (autorstwo O. Dumina pod pseudonimem A. Krezub), Листопадові дні 1918 р O. Kuźmy i inne.
Ukazały się także dobrze dokumentowane albumy Українські Січові Стрільці 1914 – 1920 (pod redakcją B. Hnatewicza) і Пам'яті Вождя (poświęcony generałowi Myronowi Tarnawśkiemu, pod redakcją W. Łasowśkiego).
Z wydawnictw muzycznych ukazały się śpiewniki Сурма і Великий співаник Червоної Калини pod redakcją Z. Liśko.
Osobną kategorię wydawniczą stanowiły materiały z historii księstw ruskich i czasów kozackich. Publikowali je Mykoła Andrusiak, M. Antonowycz, M. Hołubeć, Teofil Kostruba, Iwan Krypjakewycz, I. Łośkyj, Wołodymyr Siczynśkyj i inni.
Wydawnictwo zostało zlikwidowane przez władze sowieckie w 1939, a w 1949 reaktywowane w Nowym Jorku przez jednego z członków spółdzielni – P. Postoliuka. Wydano tam między innymi:
- Третя Залізна Дивізія Ołeksandra Udowyczenki
- Батерія смерти W. Hałana
- Галичина у s. 1918–1920 M. Łozynśkiego (powtórne wydanie)
- Листопадові дні O. Kuźmy
- Григор Орлик I. Borszczaka
- Альбом УСС